# Pierre Saint Martin
Pierre Saint Martin, kanadski rokometaš, * 4. september 1957, Saint-Jean-sur-Richelieu, Quebec.
Leta 1976 je na poletnih olimpijskih igrah v Montrealu v sestavi kanadske rokometne reprezentance osvojil 11. mesto.